# Garbochock
Garbochock var ett svenskt punkband som bildades 1979 med Stry Terrarie i spetsen. Släppte 1980 sin första och enda LP, Ritual. Efter att bandet splittrades 1981 på grund av Anna Gustavssons avhopp gick Stry med i Ebba Grön och Mikael Vestergren och Bengt Liljegren anslöt sig till Underjordiska Lyxorkestern. Mikael Vestergren var senare med i Göteborgsbandet Cortex.
2002 återutgavs Ritual på CD med titeln Garbochock, remastrad och med annorlunda låtordning. Gruppen har gjort ett par återföreningskonserter 2003 och 2004. 
Stry har senare spelat in låten "Ritual" på en Greatest Hits-CD (Laddat lugn), dock i en poppigare och mer lyssnarvänlig version. 
Joakim Thåström har flera gånger spelat in Garbochocklåtar såsom Repulsiv, Malmö City, och Så kall, så Het och gett ut på sina egna skivor, han brukar framhålla Garbochock som ett av de bästa tidiga svenska punkbanden. Han har också menat att Stry är den enda svenska rock n' roll-författaren som snuddar vid någon form av genialitet. Under sin spelning vid Way Out West-festivalen 2011 spelade Thåström även "Streberbarn" och gjorde den till den femte låten han har gjort cover på från Garbochocks debutalbum, om man räknar med Alltid Attack som han och Stry spelade in 1982 tillsammans under namnet Rymdimperiet.

## Medlemmar
- Stry Terrarie – sång, gitarr
- Mikael Vestergren – gitarr
- Bengt Liljegren – trummor
- Anna Gustavsson – orgel, sång
- Jan Karlsson – bas

## Diskografi

### Album
- Ritual, LP 1980
- Garbochock, CD 2002

### Singlar
- Invasion, Vinylsingel 1980

## Videografi
- ...Fatta det, DVD 2005